# Abelona cephalocausta
Abelona cephalocausta är en insektsart som först beskrevs av Heinrich Hugo Karny 1935.  Abelona cephalocausta ingår i släktet Abelona och familjen Gryllacrididae. Inga underarter finns listade i Catalogue of Life.